# فردریک پیتمن
فردریک پیتمن (انگلیسی: Frederick Pitman; ۱ ژوئن ۱۸۹۲ – ۲۵ ژوئیهٔ ۱۹۶۳) قایقران روئینگ اهل بریتانیا بود.